# Porter Robinson
Porter Weston Robinson (ur. 15 lipca 1992 w Chapel Hill) – amerykański DJ i producent muzyczny. W latach 2005–2010 tworzył pod pseudonimem Ekowraith, następnie budował karierę pod własnym nazwiskiem, a od 2017 roku występuje również jako Virtual Self.

## Życiorys
Porter Robinson urodził się w Atlancie w stanie Georgia, a większość lat życia spędził w Chapel Hill w Karolinie Północnej. Przygoda Portera z muzyką rozpoczęła się od tworzenia produkcji w gatunku hands up i umieszczaniu jej na różnych forach muzycznych, czym zajmował się już jako 13-latek - od 2005 roku. Dwa lata później, w 2007 roku zainteresowala nim się niemiecka wytwórnia YAWA Recordings, na której wydał swój pierwszy singiel pt. Booming Track. W 2010 producent przestał wydawać pod pseudonimem i zmienił gatunek. Obecnie produkcje Robinsona to fuzja dźwięków z gatunków electro house i progressive house. Ogromny rozgłos w 2012 roku przyniosły Porterowi single Language i Easy.
Po ponad półtorarocznej przerwie wiosną 2014 roku, Porter Robinson ogłosił datę wydania swojego debiutanckiego, długo oczekiwanego albumu, którego wydanie poprzedzają 3 nowe single: Sea of Voices, Sad Machine i Lionhearted. Album został wydany 12 sierpnia 2014. Album ma tytuł "Worlds". Lekko ponad rok później 2 października 2015 została wydana jego reedycja zawierająca wszystkie "zremixowane" utwory znajdujące się w albumie "Worlds". W dzień 10. rocznicy albumu, 12 sierpnia 2024 roku ukazał się utwór Hollowheart, który pierwotnie miał znaleźć się na albumie.
Po wydaniu Worlds, nastąpiła kolejna, jeszcze dłuższa przerwa w karierze muzycznej Robinsona, którą przerwało wydanie w sierpniu 2016 roku utworu "Shelter" we współpracy z francuskim producentem Madeonem. Jak przyznał na początku 2017 roku, tak długi przestój w wydawaniu muzyki wynikał z poważnych problemów w życiu osobistym - Porter Robinson w 2015 roku zachorował na depresję.
Przełom nastąpił w listopadzie 2017 roku, kiedy to Robinson postanowił tymczasowo porzucić swój dotychczasowy alias, będący zarazem jego prawdziwym nazwiskiem, i przyjął nowy pseudonim - Virtual Self. Pod nim wydał minialbum o takiej samej nazwie, w którym obrał zupełnie nowy muzyczny kierunek łączący brzmienia vaporwave z neotrance, hardcore, speedcore, midtempo i klasycznym trance.
28 stycznia 2020 roku Porter Robinson zapowiedział swój drugi album studyjny zatytułowany "Nurture". Ukazał się on 23 kwietnia 2021 roku. Wydanie poprzedziło 5 singli: Get your Wish, Something Comforting, Mirror, Look at the Sky oraz Musician. Dodatkowo, dzień przed wydaniem albumu ukazał się utwór Unfold będący kolaboracją z brytyjskim producentem Totally Enormous Extinct Dinosaurs. 
1 marca 2024 roku Robinson ogłosił, że zakończył prace nad trzecim albumem, wówczas 23 kwietnia tego samego roku na swoich mediach społecznościowych ujawnił, że jego tytuł to "SMILE! :D", a ukazał się on 26 lipca. Został poprzedzony przez następujące single: Cheerleader wydany 20 marca, KNOCK YOURSELF OUT XD wydany 24 kwietnia, Russian Roulette wydany 5 czerwca oraz Kitsune Maison Freestyle wydany 19 lipca. 

## Dyskografia

### Albumy
- 2014: Worlds
- 2015: Worlds (Remixed)
- 2021: Nurture
- 2024: SMILE! :D

### Minialbumy
- 2011: Spitfire
- 2017: Virtual Self (jako Virtual Self)

### Single
Jako Ekowraith
- 2007: Booming Track
- 2008: Waiting for Tonight

Jako Porter Robinson
- 2009: Get Brain
- 2010: Leaving
- 2010: Say My Name
- 2010: I'm On Fire
- 2010: Hello (with Lazy Rich feat. Sue Cho)
- 2011: The Wildcat
- 2011: Unison
- 2011: Vandalism (feat. Amba Shepherd)
- 2011: Spitfire
- 2012: Language
- 2012: Easy (with Mat Zo)
- 2014: Sea of Voices
- 2014: Sad Machine
- 2014: Lionhearted (feat. Urban Cone)
- 2014: Flicker
- 2016: Shelter (with Madeon)
- 2020: Get your Wish
- 2020: Something Comforting
- 2020: Mirror
- 2021: Look at the Sky
- 2021: Musician
- 2021: Unfold (with Totally Enormous Extinct Dinosaurs)
- 2022: Everything Goes On
- 2024: Cheerleader
- 2024: KNOCK YOURSELF OUT XD
- 2024: Russian Roulette
- 2024: Kitsune Maison Freestyle
- 2025: Kill Me For Always (Michael Clifford feat. Porter Robinson)

Jako Virtual Self
- 2017: Eon Break
- 2018: Ghost Voices
- 2018: Angel Voices

### Remiksy
- 2010: DJ Frankie Jones vs. Blue Amazon – And When The Rain Falls (Ekowraith & Picco Remix)
- 2010: De-Grees vs. The Real Booty Babes – Apologize (Ekowraith Remix)
- 2010: CCC Presents Erik Ray – Don't Be A Fool (Ekowraith Remix)
- 2010: Sample Rippers – Hardcore Vibez (Ekowraith Remix)
- 2010: De-Grees – I Believe (Ekowraith Remix)
- 2010: Refresh – Summertime (Ekowraith Remix)
- 2010: De-Grees – Circle In The Sand (Ekowraith Remix)
- 2010: Future Breeze – Why Don't You Dance With Me 2010 (Ekowraith Remix)
- 2010: Picco - Venga (Porter Robinson Remix)
- 2010: Spencer & Hill - Less Go (Porter Robinson)
- 2010: Avicii pres. Tim Berg - Seek Bromance (Porter Robinson Remix)
- 2010: Yolanda Be Cool - We No Speak Americano (Porter Robinson Remix)
- 2011: Innerpartysystem - American Trash (Porter Robinson Remix)
- 2011: Lady Gaga - The Edge of Glory (Porter Robinson Remix)
- 2013: Knife Party - LRAD (Porter Robinson Edit)
- 2013: Martin Garrix - Animals (Porter Robinson Edit)
- 2015: Nero - The Thrill (Porter Robinson Remix)
- 2020: Porter Robinson - Get your Wish (DJ NOT PORTER ROBINSON Remix)